# Chile en la Copa Mundial de Fútbol de 1966
Chile fue uno de los 16 países participantes de la Copa Mundial de Fútbol de 1966, que se realizó en Inglaterra.
Chile clasificó por primera vez a un Mundial disputando las clasificatorias, ya que en sus tres participaciones anteriores ingreso a la fase final mediante invitación, deserción de otros rivales y por ser el organizador, respectivamente.
La selección de fútbol de Chile disputó el Grupo 2 de las clasificatorias sudamericanas, junto a Ecuador y Colombia. Ganó el grupo junto con Ecuador por lo que disputaron un partido de desempate en Lima, donde Chile venció por 2 goles a 1, lo que le permitió jugar su cuarta copa del mundo.
En el mundial, Chile sorteó en el Grupo 4 que fue complicado junto a las selecciones de Unión Soviética, Italia y Corea del Norte.
En su debut ante los italianos, Chile perdió 2 a 0 en un partido en que Italia se tomó revancha del caótico episodio de 1962. El segundo partido ante Corea del Norte fue un deslucido empate 1:1, en el cual Chile ganaba con comodidad hasta el último minuto. En el último encuentro ante la Unión Soviética, los chilenos cayeron derrotados por 1:2, lo cual los dejó eliminados y en la última posición del grupo.
Se generó mucha expectativa con esta selección por los logros alcanzados en 1962, pero el saldo fue negativo: 2 derrotas y un empate en 3 partidos donde convirtieron 2 goles y recibieron 5. Tras la eliminación, las críticas apuntaron a Álamos por ser blando, mala relación entre los jugadores del plantel e inclusive a acusaciones de robo entre miembros del plantel.
Algunos de los jugadores que destacaron durante el torneo fueron: el mediocampista Rubén Marcos, los delanteros Leonel Sánchez y Pedro Araya y el defensa Hugo Villanueva. Como dato, jugadores como el mismo Leonel Sánchez, Humberto Cruz, Luis Eyzaguirre, Armando Tobar, Honorino Landa, Carlos Campos, Adán Godoy, Jaime Ramírez y Alberto Fouillioux formaron parte del equipo que consiguió el tercer lugar en 1962.

## Clasificación

### Grupo 2
| Equipo   | Pts | PJ | PG | PE | PP | GF | GC | Dif |
| -------- | --- | -- | -- | -- | -- | -- | -- | --- |
| Chile    | 5   | 4  | 2  | 1  | 1  | 12 | 7  | 5   |
| Ecuador  | 5   | 4  | 2  | 1  | 1  | 6  | 5  | 1   |
| Colombia | 2   | 4  | 1  | 0  | 3  | 4  | 10 | -6  |

| Fecha                | Lugar        | Partido  | Partido | Partido   | Partido | Partido  |
| -------------------- | ------------ | -------- | ------- | --------- | ------- | -------- |
| 1 de agosto de 1965  | Santiago     | Chile    |         | 7:2 (4:1) |         | Colombia |
| 7 de agosto de 1965  | Barranquilla | Colombia |         | 2:0 (0:0) |         | Chile    |
| 15 de agosto de 1965 | Guayaquil    | Ecuador  |         | 2:2 (1:1) |         | Chile    |
| 22 de agosto de 1965 | Santiago     | Chile    |         | 3:1 (1:1) |         | Ecuador  |

#### Partido de desempate
Chile y Ecuador empataron en el primer lugar del grupo, con los mismos puntos. Tras el partido de desempate, disputado en Lima, Chile consiguió su pase final al mundial.
| 12 de octubre de 1965 | Chile                    | 2:1 (2:0) | Ecuador   | Estadio Nacional del Perú, Lima                                    |                                                                    |
|                       | Sánchez 16' · Marcos 40' |           | Gómez 89' | Asistencia: 45 000 espectadores Árbitro(s): Goicoechea (Argentina) | Asistencia: 45 000 espectadores Árbitro(s): Goicoechea (Argentina) |

## Jugadores
| #     | Región | Nombre             | Posición      | Edad        | Club                 |
| ----- | ------ | ------------------ | ------------- | ----------- | -------------------- |
| 1     |        | Pedro Araya        | Delantero     | 24          | Universidad de Chile |
| 2     |        | Hugo Berly         | Defensa       | 24          | Audax Italiano       |
| 3     |        | Carlos Campos      | Delantero     | 29          | Universidad de Chile |
| 4     |        | Humberto Cruz      | Mediocampista | 26          | Colo-Colo            |
| 5     |        | Humberto Donoso    | Defensa       | 27          | Universidad de Chile |
| 6     |        | Luis Eyzaguirre    | Defensa       | 27          | Universidad de Chile |
| 7     |        | Elías Figueroa     | Defensa       | 19          | Santiago Wanderers   |
| 8     |        | Alberto Fouillioux | Mediocampista | 25          | Universidad Católica |
| 9     |        | Adán Godoy         | Portero       | 29          | Universidad Católica |
| 10    |        | Roberto Hodge      | Mediocampista | 21          | Universidad de Chile |
| 11    |        | Honorino Landa     | Delantero     | 24          | Green Cross-Temuco   |
| 12    |        | Rubén Marcos       | Mediocampista | 23          | Universidad de Chile |
| 13    |        | Juan Olivares      | Portero       | 25          | Santiago Wanderers   |
| 14    |        | Ignacio Prieto     | Mediocampista | 22          | Universidad Católica |
| 15    |        | Jaime Ramírez      | Delantero     | 34          | Universidad de Chile |
| 16    |        | Orlando Ramírez    | Delantero     | 23          | Palestino            |
| 17    |        | Leonel Sánchez     | Delantero     | 30          | Universidad de Chile |
| 18    |        | Armando Tobar      | Delantero     | 28          | Universidad Católica |
| 19    |        | Francisco Valdés   | Mediocampista | 23          | Colo-Colo            |
| 20    |        | Aldo Valentini     | Defensa       | 27          | Colo-Colo            |
| 21    |        | Hugo Villanueva    | Defensa       | 27          | Universidad de Chile |
| 22    |        | Guillermo Yávar    | Mediocampista | 23          | Universidad de Chile |
| D. T. |        | Luis Álamos        | Luis Álamos   | Luis Álamos | Luis Álamos          |

## Participación

### Grupo D
| Equipo          | Pts | PJ | PG | PE | PP | GF | GC | Dif |
| --------------- | --- | -- | -- | -- | -- | -- | -- | --- |
| Unión Soviética | 6   | 3  | 3  | 0  | 0  | 6  | 1  | 5   |
| Corea del Norte | 3   | 3  | 1  | 1  | 1  | 2  | 4  | -2  |
| Italia          | 2   | 3  | 1  | 0  | 2  | 2  | 2  | 0   |
| Chile           | 1   | 3  | 0  | 1  | 2  | 2  | 5  | -3  |

| 13 de julio de 1966, 19:30 | Italia                   | 2:0 (1:0) | Chile | Roker Park, Sunderland                                       |                                                              |
|                            | Mazzola 8' · Barison 88' | Reporte   |       | Asistencia: 27 199 espectadores Árbitro(s): Gottfried Dienst | Asistencia: 27 199 espectadores Árbitro(s): Gottfried Dienst |

| 15 de julio de 1966, 19:30 | Corea del Norte | 1:1 (0:1) | Chile             | Ayresome Park, Middlesbrough                                   |                                                                |
|                            | Pak 88'         | Reporte   | Marcos 26' (pen.) | Asistencia: 13 792 espectadores Árbitro(s): Aly Hussein Kandil | Asistencia: 13 792 espectadores Árbitro(s): Aly Hussein Kandil |

| 20 de julio de 1966, 19:30 | Unión Soviética  | 2:1 (1:1) | Chile      | Roker Park, Sunderland                                 |                                                        |
|                            | Porkujan 28' 85' | Reporte   | Marcos 32' | Asistencia: 16 027 espectadores Árbitro(s): John Adair | Asistencia: 16 027 espectadores Árbitro(s): John Adair |

## Estadísticas

### Posición final
| Equipo | Equipo           | Pts | PJ | PG | PE | PP | GF | GC | Dif | Rend  |
| ------ | ---------------- | --- | -- | -- | -- | -- | -- | -- | --- | ----- |
| 1      | Inglaterra       | 11  | 6  | 5  | 1  | 0  | 11 | 3  | +8  | 91,7% |
| 2      | Alemania Federal | 9   | 6  | 4  | 1  | 1  | 15 | 6  | +9  | 75,0% |
| 3      | Portugal         | 10  | 6  | 5  | 0  | 1  | 17 | 8  | +9  | 83,3% |
| 4      | Unión Soviética  | 8   | 6  | 4  | 0  | 2  | 10 | 6  | +4  | 66,7% |
| 5      | Argentina        | 5   | 4  | 2  | 1  | 1  | 4  | 2  | +2  | 62,5% |
| 6      | Hungría          | 4   | 4  | 2  | 0  | 2  | 8  | 7  | +1  | 50,0% |
| 7      | Uruguay          | 4   | 4  | 1  | 2  | 1  | 2  | 5  | -3  | 50,0% |
| 8      | Corea del Norte  | 3   | 4  | 1  | 1  | 2  | 5  | 9  | -4  | 37,5% |
| 9      | Italia           | 2   | 3  | 1  | 0  | 2  | 2  | 2  | 0   | 33,3% |
| 10     | España           | 2   | 3  | 1  | 0  | 2  | 4  | 5  | -1  | 33,3% |
| 11     | Brasil           | 2   | 3  | 1  | 0  | 2  | 4  | 6  | -2  | 33,3% |
| 12     | México           | 2   | 3  | 0  | 2  | 1  | 1  | 3  | -2  | 33,3% |
| 13     | Francia          | 1   | 3  | 0  | 1  | 2  | 2  | 5  | -3  | 16,6% |
| 13     | Chile            | 1   | 3  | 0  | 1  | 2  | 2  | 5  | -3  | 16,6% |
| 15     | Bulgaria         | 0   | 3  | 0  | 0  | 3  | 1  | 8  | -7  | 0,0%  |
| 16     | Suiza            | 0   | 3  | 0  | 0  | 3  | 1  | 9  | -8  | 0,0%  |

### Goleadores
| Jugador           | Clasificatorias | Copa Mundial | Total |
| ----------------- | --------------- | ------------ | ----- |
| Rubén Marcos      | 2               | 2            | 4     |
| Leonel Sánchez    | 3               | 0            | 3     |
| Alberto Fouilloux | 3               | 0            | 3     |
| Carlos Campos     | 2               | 0            | 2     |
| Ignacio Prieto    | 2               | 0            | 2     |
| Eugenio Méndez    | 2               | 0            | 2     |